# Рамлет ас-Сеабатейн

Карта південно-західній частині Аравійського півострова в 100 році н. е. На карті видно розташування пустель Шейхад (частини Рамлет ас-Сеабатейн) і Руб ель-Халі.

Рамлет ас-Сеабатейн (араб. رملة السبعتين; англ. Ramlat as-Sab`atayn) — пустеля на півночі центральної частини Ємену. Розміри — близько 100×240 км, площа — близько 25 000 кв. км. На території пустелі є і депресії (відносно рівні поверхні), і дюни.

## Розташування
Територія пустелі включає в себе частину того, що було відомо середньовічним арабським географам як Шейхад (англ. Ṣayhad), і простягається від al-Khawr до краю пустелі Руб-ель-Халі або Empty Quarter.
Територія пустелі розташована в мухафазах Ємену Ель-Джауф, Маріб і Шабва.